# プラットフォーム (自動車)
プラットフォーム、オートモビル・プラットフォームは、複数の自動車車種によって車両の構成部品が共有されている際の構成部品の一連の組み合わせのこと。

## 概要
要素としてはフレームあるいはモノコックのフロアパン、サスペンション、ステアリング、パワートレインが含まれる。
車両アーキテクチャーと呼ぶ自動車製造業者も存在する（ルノー-日産のCMF、フォルクスワーゲンのMQB）。なお、アーキテクチャーとは建築学において建築の様式のことで、建築物の構造や設計法工法を含めた全体を意味する用語である。
当初、プラットフォームの共有とは、それ以前に設計された車の車台を、型式（かたしき）の異なる新型車に流用することであった。たとえば、フォルクスワーゲン・ビートルの車台フレームを、タイプ2やカルマンギアで利用するといった方法である。
複数のモデルで共有すべく、汎用的なプラットフォームとして設計された最初のものは、フォード社が1970年代に使用したフォックス・プラットフォームである。1980年代には、クライスラー社がKカーでプラットフォームの共有を行った。なお、Kという名前はプラットフォームを共有した車がすべてKで始まる名前だったためである。
先ほどのフォルクスワーゲンの例のとおり、プラットフォームの共通性と車両の外観や性格の類似性は必ずしも一致しない。このため、プラットフォームの供用は予期しない車両同士でもおこなわれており、たとえば、4ドアセダンの11代目スカイラインで導入された日産のFMプラットフォームは、2ドアクーペのZ33型およびZ34型フェアレディZやSUVのインフィニティ・FXにも使われている。また、フォルクスワーゲンのAプラットフォームはアウディ・TTとフォルクスワーゲン・ゴルフなどまったく異なるモデルで共有されている。
なお自動車のセパレートなフレーム形式において、枠組みのみに依存せず強固な床面構造を備える「プラットフォーム型フレーム」と呼ばれる形式があり、フォルクスワーゲン・ビートルやシトロエン・2CVなとの実例があるが、フレーム形式の一手法の名称であり、本項目における広義のプラットフォームとは別の概念である。

## 日本での概念
日本では、自動車の基本部分である「車台」と呼ばれる部分がプラットフォームであると解説されることも多い。1990年代頃まではシャーシと表現されることが一般的であった。
近年では設計や生産コストの削減のため、一つのプラットフォームから多数の車種が展開されることが普通になっている。以前からスカイライン/ローレルのような販売チャネル維持が主な目的の共通シャーシ車は存在していたが、現在のフレキシブルプラットフォームは様々なサイズおよびボディ形状の車種を想定して開発されている。プラットフォームを基準として複数の車種で生産ラインを共有する混流生産が容易になる。
日本では、特に小型車のプラットフォーム共有が進んでおり、トヨタ自動車の「ヴィッツ系プラットフォーム」（名称: NBCプラットフォーム・Bプラットフォーム）および「パッソ系プラットフォーム」（名称: Aプラットフォーム。子会社のダイハツ工業と共同開発）、「カローラ系プラットフォーム」（名称: MCプラットフォーム・新MCプラットフォーム）、「カムリ系プラットフォーム」（名称: Kプラットフォーム）、「クラウン系プラットフォーム」（名称: Nプラットフォーム）、ルノーと共同開発した日産自動車の「マーチ系プラットフォーム」（名称: アライアンス・Bプラットフォーム）、そして本田技研工業の「フィット系プラットフォーム」（名称: グローバル・スモール・プラットフォーム）などは同一車台から5車種以上のモデルを有する“大家族”となっている。プラットフォームを共有する車種同士を(広義の)姉妹車と呼ぶ。
日本国外でも、その傾向が見られ、例えば、先代型のフォルクスワーゲン・ゴルフから、同社のボーラ、ゴルフワゴン、ゴルフカブリオレ、ニュービートルのみならず、アウディのA3とTT、セアト、シュコダなど、VWグループ内で多彩に使用されていた。
近年では稀であるが日産・GT-Rの様に、専用のプラットフォームを持つ車種もある。
GLM (企業)は電気自動車のプラットフォームを開発し、自社ブランドの車両のみならず他社への販売も行っている。

## 種類

### トヨタ・ダイハツ
- トヨタ/ダイハツ・Aプラットフォーム - 軽自動車を含むAセグメント・Bセグメント車用プラットフォーム（初代・2代目・3代目パッソ/初代・2代目・3代目ブーン、2代目bB/クー他）
- トヨタ・NBCプラットフォーム - Aセグメント・Bセグメント車用プラットフォーム（初代ヴィッツ、初代ist他）
- トヨタ・Bプラットフォーム - Aセグメント・Bセグメント・Cセグメント車用プラットフォーム（2代目・3代目ヴィッツ、初代アクア、11代目カローラシリーズ[1]他）
- トヨタ・MCプラットフォーム - Cセグメント・Dセグメント車用プラットフォーム（初代・2代目プリウス、9代目・10代目[2]他）
- トヨタ・新MCプラットフォーム - Cセグメント・Dセグメント車用プラットフォーム（初代・2代目オーリス、プリウスα/メビウスを含む3代目プリウス、11代目[3]カローラシリーズ、初代MIRAI他）
- トヨタ・Kプラットフォーム - Dセグメント・EセグメントFF車用プラットフォーム（8・9代目カムリ/3・4代目アルティス他）
- トヨタ・Nプラットホーム - Dセグメント・EセグメントFR車用プラットホーム(12 - 14代目クラウン他)
- トヨタ・ニュー・グローバル・アーキテクチャー（TNGA)
  - GA-Bプラットフォーム - （ヤリスクロスを含む4代目(ただし日本市場では初代扱い)ヤリスシリーズ、およびGRヤリス(前方部のみ採用)）
  - GA-Cプラットフォーム -（4代目プリウス、およびカローラスポーツとカローラクロス(現時点では東南アジア市場専売)を含む12代目カローラシリーズ、3代目オーリス(台湾専売）、C-HR、GRヤリス(後方部のみ採用)、レクサス・UX他）
  - GA-Kプラットフォーム‐（10代目カムリ/5代目アルティス、レクサス・ES他）
  - GA-Lプラットフォーム - （レクサス・LC、および15代目クラウン、2代目MIRAI他）
- ダイハツ・ニュー・グローバル・アーキテクチャー（DNGA）
  - DNGA-Aプラットフォーム - （4代目タント/2代目シフォン、および2代目タフト他）
  - DNGA-Bプラットフォーム - （2代目ロッキー/初代ライズ）

### 日産・ルノー
- 日産・Vプラットフォーム - スモールカー（A～Bセグメント車）用プラットフォーム
- 日産・Bプラットフォーム - スモールカー（A～Bセグメント車）用プラットフォーム
- 日産・Cプラットフォーム - Cセグメント車用プラットフォーム
- 日産・Dプラットフォーム - 中大型FF車用プラットフォーム
- 日産・FF-Lプラットフォーム - 中大型FF車用プラットフォーム
- 日産・FR-Lプラットフォーム - FR車用プラットフォーム
- 日産・PMプラットフォーム - 日産・GT-R専用プラットフォーム
- 日産・F-Alphaプラットフォーム - 大型SUV用プラットフォーム
- 日産・LDTプラットフォーム - 小型商用車用プラットフォーム
- 日産・MSプラットフォーム - 小型・中型車用プラットフォーム
- 日産・CMF - V～Dまでのプラットフォームに代わって、A～Dセグメント車をカバーするエンジニアリングアーキテクチャ

### ホンダ
- ホンダ・グローバルスモールプラットフォーム-Bセグメント車用プラットフォーム
- ホンダ・グローバルコンパクトプラットフォーム- Cセグメント車用プラットフォーム
- ホンダ・グローバルミッドサイズプラットフォーム - 中型車用プラットフォーム
- ホンダ・グローバルライトトラックプラットフォーム - SUT/SUV用プラットフォーム

### マツダ
- マツダ・Dプラットフォーム - FFサブコンパクトカー用プラットフォーム
- マツダ・Bプラットフォーム - FFコンパクトカー用プラットフォーム
- マツダ・Cプラットフォーム - FFコンパクトミニバン用プラットフォーム
- マツダ・Lプラットフォーム - FFミドルミニバン用プラットフォーム
- マツダ・Gプラットフォーム - FFミドルカー用プラットフォーム
- マツダ・CD2プラットフォーム - FFコンパクトSUV用プラットフォーム
- マツダ・Eプラットフォーム - クーペ型コンパクトカー用プラットフォーム
- マツダ・Fプラットフォーム - FRスポーツカー用プラットフォーム
- マツダ・Hプラットフォーム - FR大型高級車用プラットフォーム
- マツダ・Jプラットフォーム - FR大型乗用車用プラットフォーム
- マツダ・Mプラットフォーム - ミドルサイズ用プラットフォーム
- マツダ・Nプラットフォーム - FRスポーツカー用プラットフォーム
- マツダ・Sプラットフォーム - キャブオーバー型ワンボックスカー・トラック、セミキャブオーバー型ミニバン用プラットフォーム
- マツダ・Tプラットフォーム - FFミドルサイズ用プラットフォーム

### 三菱
- 三菱・MRプラットフォーム - MR軽自動車用プラットフォーム
- 三菱・Zプラットフォーム - FFサブコンパクトカー用プラットフォーム
- 三菱・GSプラットフォーム - FFコンパクトカー用プラットフォーム
- 三菱・PSプラットフォーム - FFミドルサイズカー用プラットフォーム

### スバル
- SIシャシー（Subaru Intelligent Chassis）
- スバルグローバルプラットフォーム（SGP）

### スズキ
- スズキ・HEARTECTプラットフォーム